# Scotinella brittoni
Espèce
Synonymes
- Phrurolithus brittoni Gertsch, 1941

Scotinella brittoni est une espèce d'araignées aranéomorphes de la famille des Phrurolithidae.

## Distribution
Cette espèce se rencontre aux États-Unis au Maine, au New Hampshire, au Massachusetts et dans l'État de New York et au Canada en Ontario, au Québec et en Nouvelle-Écosse,.

## Description
Le mâle holotype mesure 2,25 mm et la femelle paratype 2,30 mm.

## Publication originale
- Gertsch, 1941 : New American spiders of the family Clubionidae. I. American Museum novitates, no 1147, p. 1-20 (texte intégral).